# AMX International AMX
L'AMX International AMX (denominato Ghibli nell'Aeronautica Militare Italiana) è un aviogetto monomotore ad ala alta con configurazione a freccia; progettato per l'attacco al suolo e prodotto in Italia e Brasile dagli anni ottanta è ancora in attività nell'aeronautica brasiliana.
Nato a seguito di un requisito dell'Aeronautica Militare e della Força Aérea Brasileira per un aereo da appoggio tattico e supporto aereo ravvicinato (CAS, Close Air Support), e per le specifiche italiane, risulta il naturale sostituto del G-91Y. È stato acquisito dall'Aeronautica Militare in 110 esemplari, insieme con 26 esemplari biposto (AMX-T).
La produzione è stata distribuita tra Aeritalia (46,5%), Aermacchi (23,8%) ed Embraer (29,7%), con lo sviluppo di 6 prototipi.

## Storia

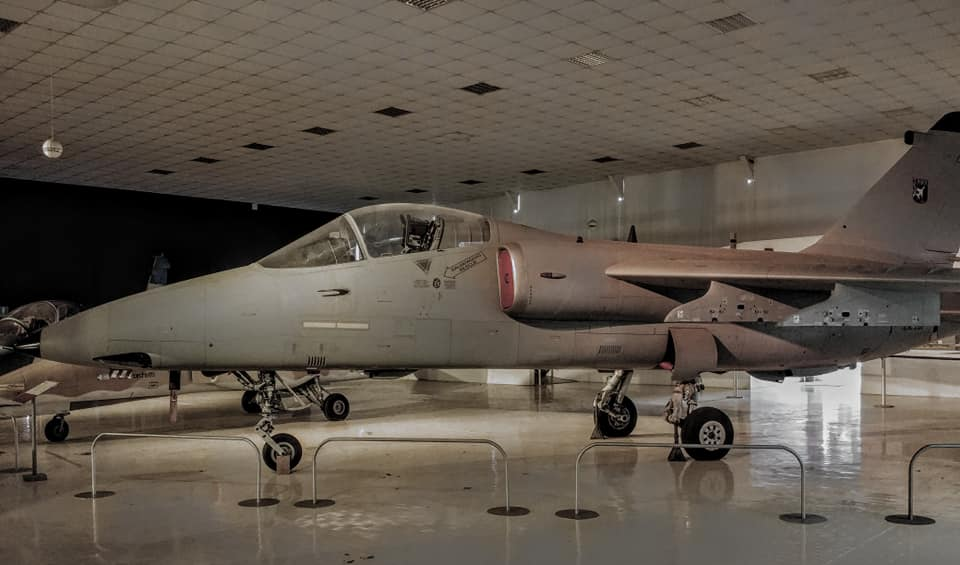
Il quinto prototipo conservato presso il Parco e Museo di Volandia.

Nel giugno 1977 l'Aeronautica Militare italiana emise una specifica per la fornitura di un velivolo in grado di sostituire gli Aeritalia G-91Y da attacco al suolo e G-91R e T da addestramento che avrebbero concluso la loro vita operativa in pochi anni.
Dai primi anni settanta l'Italia stava partecipando, con l'allora Germania Ovest ed il Regno Unito, ad un programma di sviluppo per un nuovo velivolo da combattimento, fondando il consorzio Panavia che avrebbe generato il multiruolo Tornado, ma le esigenze dell'AM erano indirizzate anche verso un velivolo di dimensioni più contenute ed economicamente meno oneroso per i bilanci della forza aerea italiana, velivolo da poter comunque affiancare nel servizio operativo alla futura flotta di Tornado.
L'Aeritalia (in seguito diventata Alenia), che stava sviluppando un progetto in grado di soddisfare queste esigenze già dal 1973, decise di coinvolgere l'Aermacchi e, lavorando congiuntamente, le due aziende furono in grado, nell'aprile 1978, di rispondere alla richiesta con un nuovo progetto, che assunse la designazione di Aeritalia Macchi Experimental (AMX).
Nel frattempo anche il Brasile stava cercando una proposta per equipaggiare la propria forza aerea di un nuovo velivolo leggero con capacità tattiche e, dopo una serie di confronti tra i governi delle due nazioni, si giunse ad una specifica, siglata nel marzo 1981, che riuscisse a soddisfare entrambi. Di conseguenza, il governo brasiliano ottenne di inserire anche l'Embraer come sviluppatore comune del progetto. L'accordo venne definitivamente siglato il luglio successivo e le ultime fasi dello sviluppo dell'AMX vennero iniziate con l'obbiettivo della costruzione di 6 prototipi.

### Sviluppo

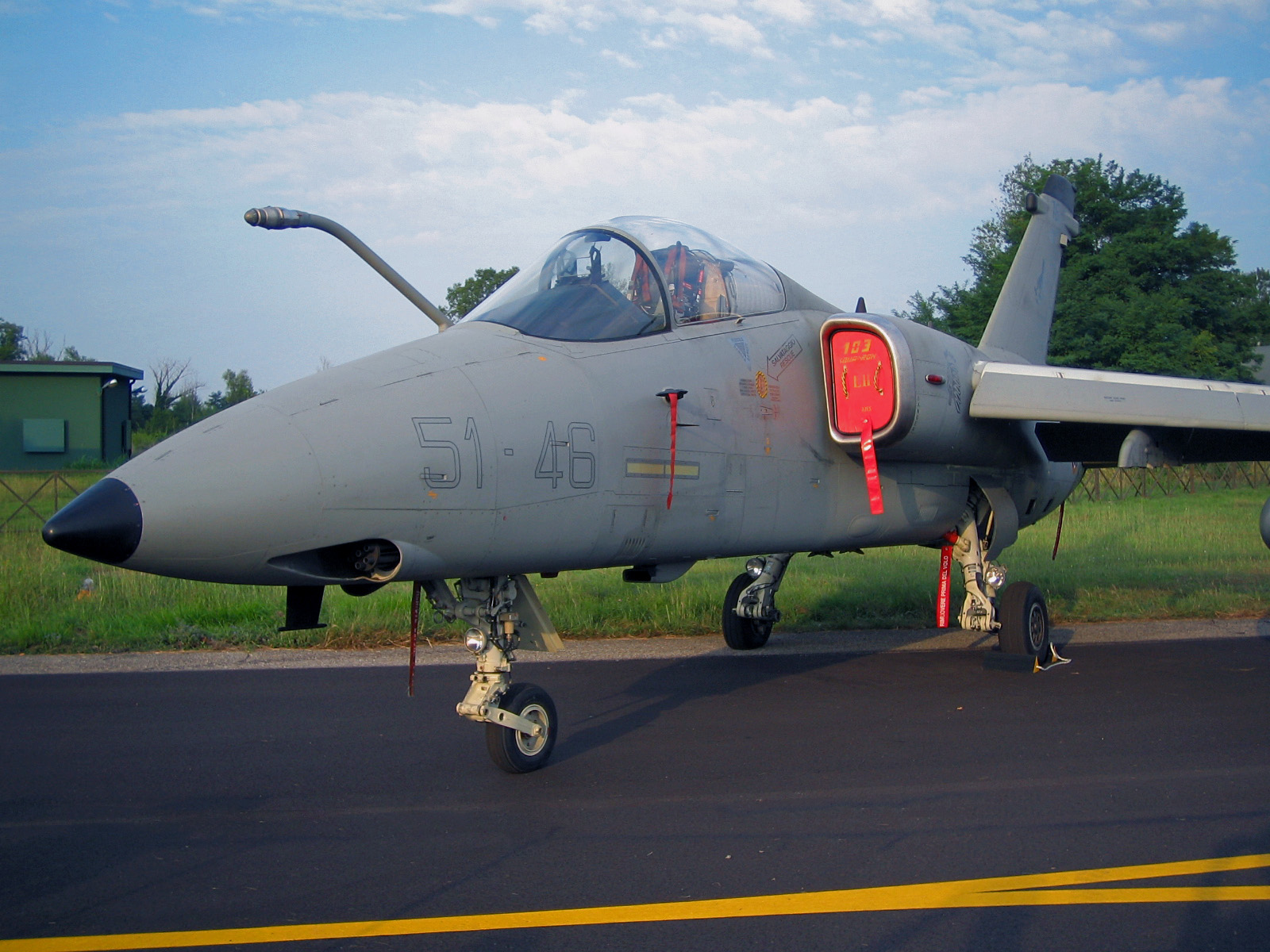
Un AMX dell'Aeronautica Militare.

L'aereo venne concepito come aereo d'attacco al suolo leggero monoposto (AMX) e come aereo da addestramento avanzato biposto con capacità di attacco (AMX-T).
Denominato in Brasile A-1 ed in Italia Ghibli, ha ricevuto dagli addetti ai lavori e dall'opinione pubblica valutazioni contrastate. L'AMX è, infatti, un aereo che ha fatto molto discutere riguardo alla sua reale efficacia, rapportata agli investimenti effettuati ed al ruolo a cui è stato assegnato. La definizione del progetto è stata sviluppata da un gruppo di lavoro, costituito dall'ing. Ermanno Bazzocchi (Aermacchi), dall'ing. Giulio Ciampolini (Aeritalia), dal gen. Franco Ferri e dal gen. Luciano Meloni, in accordo con i requisiti delle forze aeree di Italia e Brasile. Il primo volo avvenne il 15 maggio 1984, ai comandi di Manlio Quarantelli. Il 1º giugno seguente il prototipo, sempre pilotato da Manlio Quarantelli, in occasione del quinto volo, precipitò e il pilota morì a seguito delle ferite riportate.
La missione di base prevedeva l'impiego di 6 bombe Mk 82 da 500 lb su una distanza di 180 NM (circa 330 km), da percorrersi a bassa o bassissima quota a velocità alto-subsoniche (oltre 900 km/h). Inoltre era richiesta la capacità di utilizzare un pod da ricognizione Orpheus, già in dotazione ai Lockheed F-104 Starfighter dell'Aeronautica Militare.

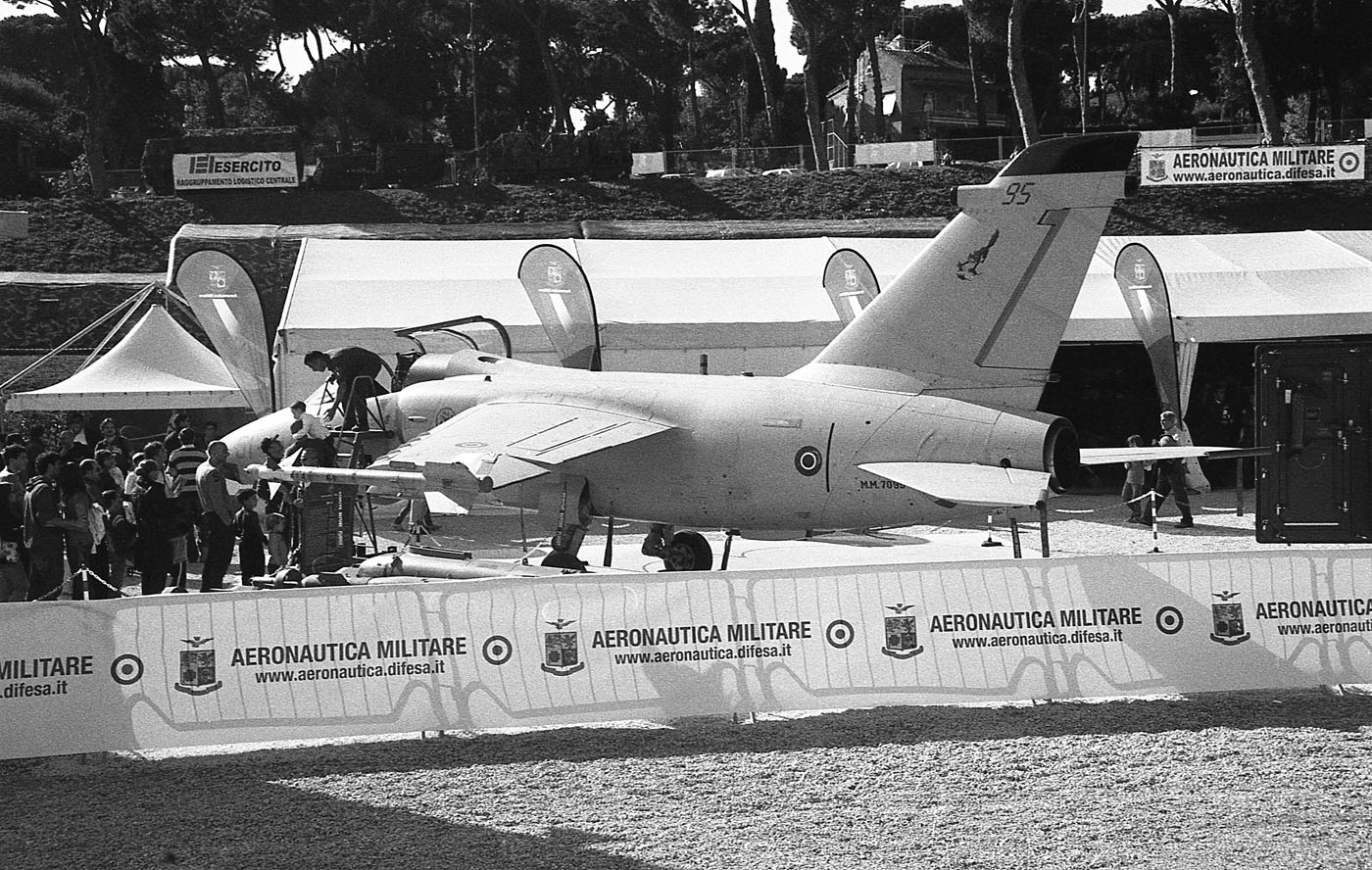
Un caccia AMX esposto al Circo Massimo a Roma per la Festa delle Forze Armate 2011

Il progetto è stato sviluppato in accordo al requisito, dedicando particolare attenzione agli aspetti di costo, manutenibilità e sopravvivenza. I sistemi elettrici, idraulici e di comandi di volo sono dotati di sistemi di emergenza in grado di riportare il velivolo alla base, sia pur con prestazioni ridotte, anche in caso di guasto di uno o più sistemi principali. L'AMX è in grado di decollare da piste semipreparate ed è dotato di gancio di arresto di emergenza.
Dopo il battesimo del fuoco in Kosovo durante l'Operazione Allied Force, il Ghibli è stato giudicato un valido cacciabombardiere, con una buona avionica, ed economico.
La risposta ottenuta dal campo lo ha rivalutato nel ruolo di supporto al Tornado IDS, utile soprattutto in missioni diurne non tanto importanti e rischiose da richiedere un intervento dell'altro velivolo, più agguerrito, ma costoso.
L'AMX nella variante biposto AMX-T fu selezionato dal Venezuela nel 2002 come aereo da addestramento avanzato ed attacco. Venne siglato un contratto per la fornitura di 12 esemplari con la Embraer, ma il governo degli Stati Uniti vietò l'esportazione delle parti di propria produzione nazionale, stanti i cattivi rapporti tra i due stati, e il contratto fu annullato.

## Descrizione tecnica

### Armamento

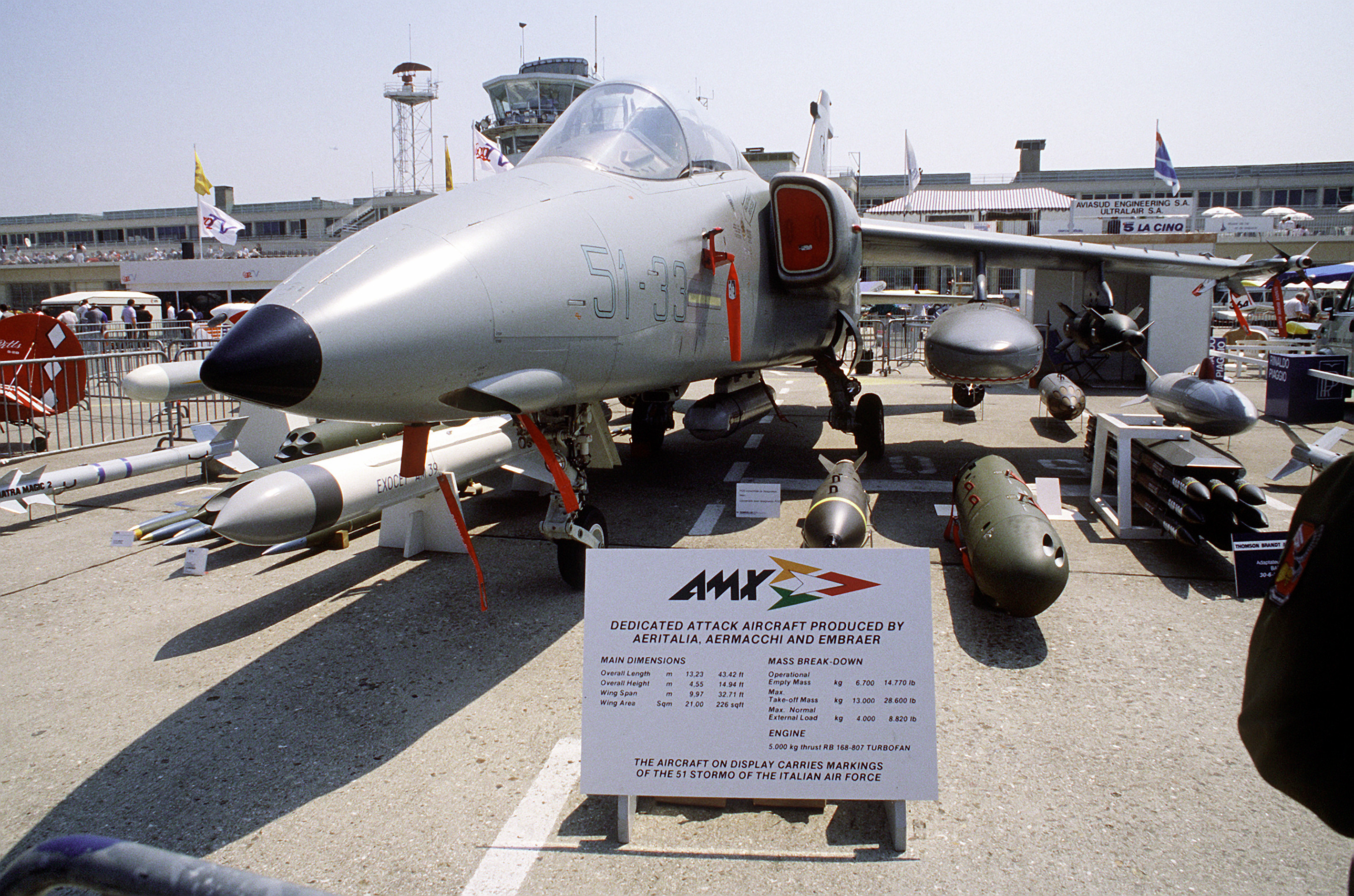
Un AMX. Si possono notare tutti gli armamenti di cui può essere dotato il velivolo.

La versione italiana impiega il cannone M61A1 Vulcan calibro 20 mm, mentre la versione brasiliana impiega 2 cannoni DEFA 554 da 30 mm prodotti su licenza dalla Industrias Bernardini de São Paulo. L'armamento aria-aria prevede 2 missili a guida a infrarossi installati sulle rampe di estremità alari (nella versione italiana 2 AIM-9L, oppure 2 IRIS-T).
L'AMX è dotato di due piloni subalari per ogni ala e di un pilone ventrale. I piloni subalari esterni possono trasportare carichi fino a 1000 libbre (circa 450 kg) e quelli interni carichi fino a 2000 libbre (circa 900 kg) e sono tutti in grado di utilizzare serbatoi subalari sganciabili. Il pilone centrale di fusoliera può trasportare carichi fino a 2000 libbre. Sui piloni interni e sul centrale di fusoliera possono essere installati dei raddoppiatori di carichi, denominati Twin Store Carrier (TSC).
L'armamento aria-terra include una vasta gamma di bombe a caduta libera (Mk.82 e Mk.83), a guida laser e GPS (per la versione italiana), tipo GBU-16 e GBU-32, JDAM, razzi.

## Impiego operativo
Attualmente l'unica forza aerea che opera con gli AMX è la brasiliana Força Aérea Brasileira.

### Brasile

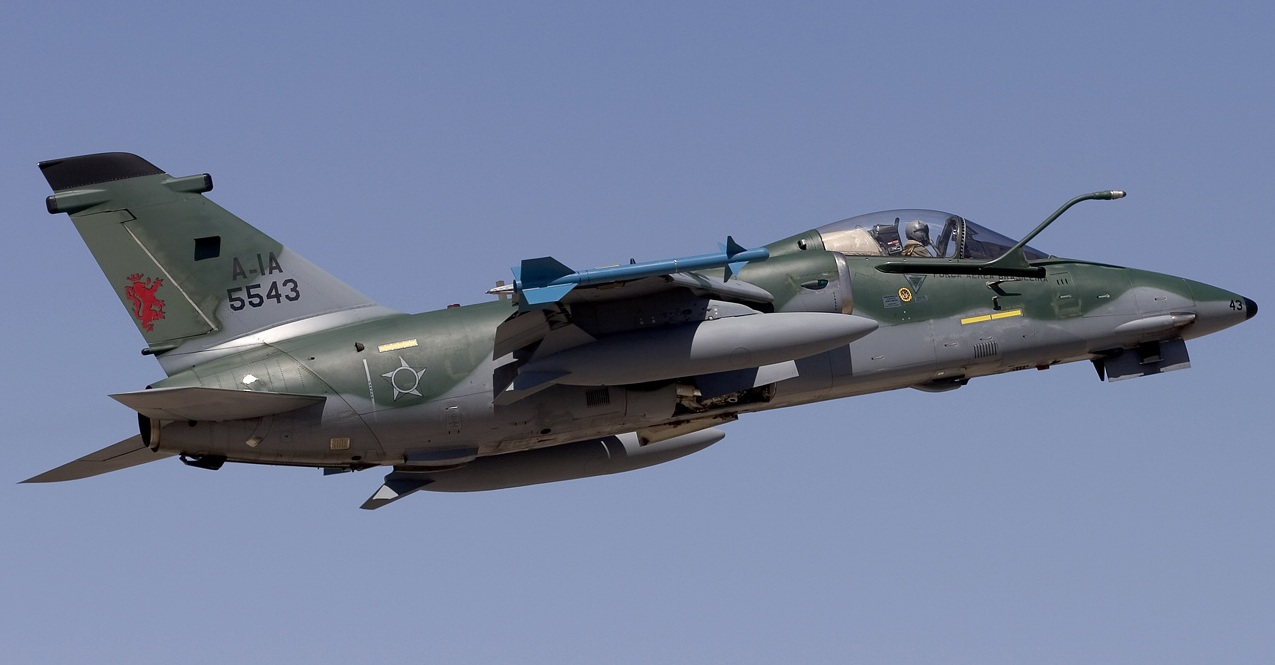
Un AMX della Força Aérea Brasileira.

La FAB ha in carico 55 esemplari integrati nel 10º Grupo de Aviação, 3º/10º GAv - Esquadrão Centauro e 1º/10º GAv - Esquadrão Poker.

### Italia

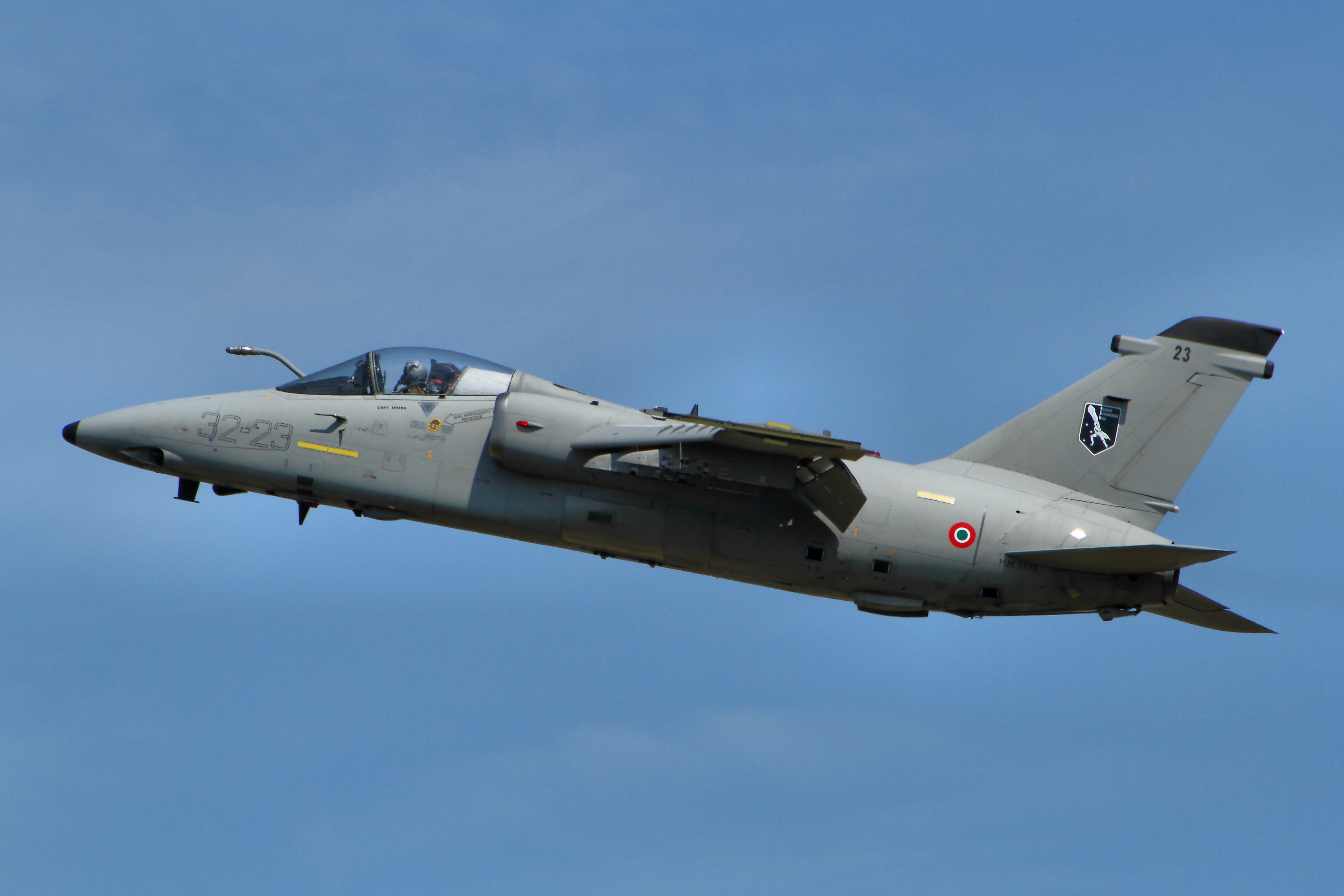
Un AMX dell'Aeronautica Militare.

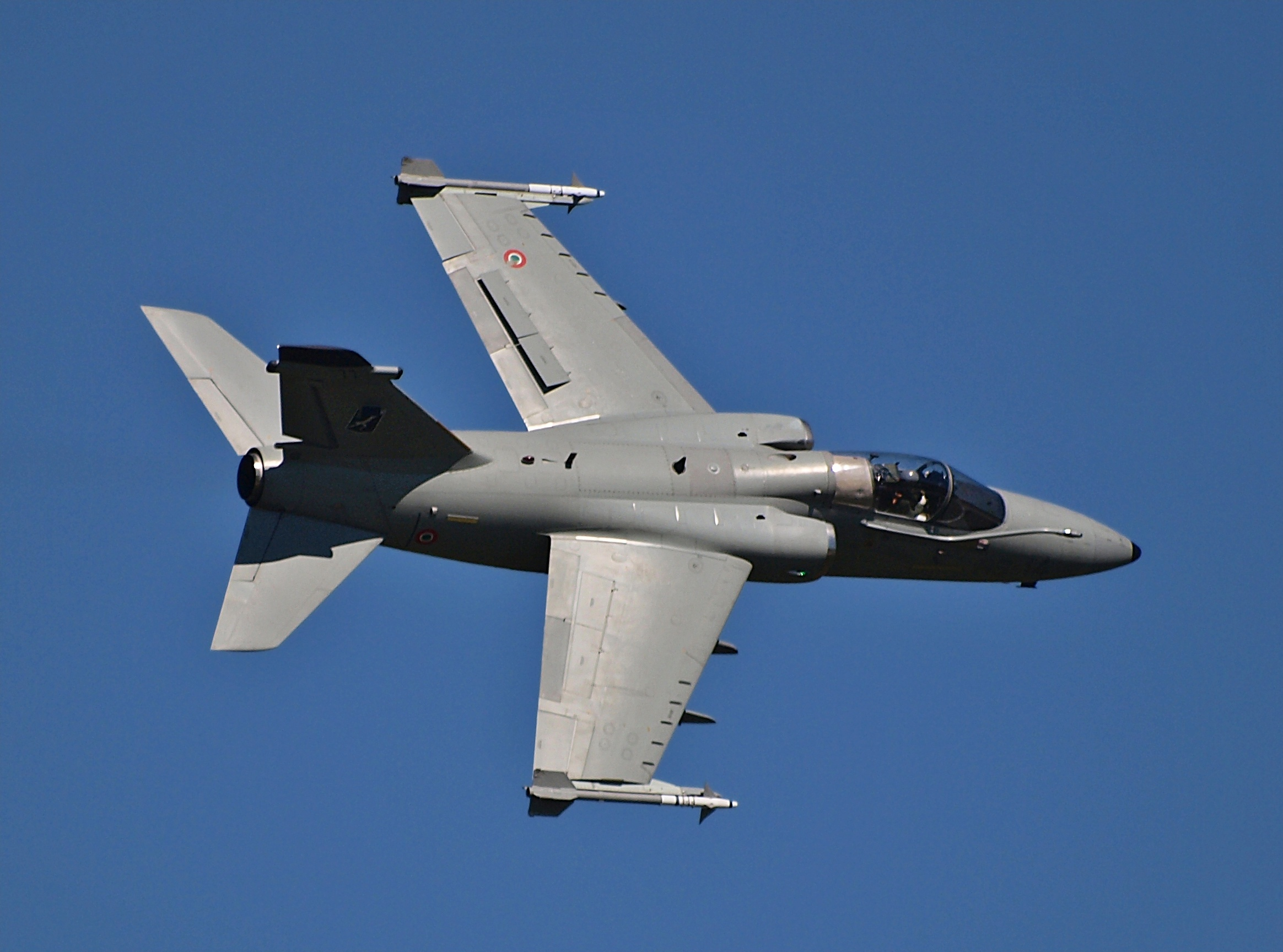
Un AMX dell'Aeronautica Militare.

I primi esemplari cominciarono ad essere consegnati nel 1988, al Reparto Sperimentale Volo e al 103º Gruppo del 51º Stormo, primo reparto operativo dotato dell'AMX nel 1989, negli anni successivi furono equipaggiati il 13º e 101º Gruppo del 32º Stormo, il 132º Gruppo del 51º Stormo, il 14º Gruppo del 2º Stormo e il 28º Gruppo del 3º Stormo, questi ultimi due ora sciolti. Il 29 luglio 2014 il 101º Gruppo fu ricollocato presso il 51º Stormo sulla base di Treviso-Istrana. La commessa comprendeva 110 esemplari nella versione monoposto e 26 biposto, suddivisa in tre lotti.
La vita operativa si svolse con notevoli problemi sino ai primi mesi del 2007, in quanto gli esemplari soffrirono di una serie di importanti problemi tecnico-logistici che ne compromisero l'efficacia e l'affidabilità. La flotta fu messa a terra due volte, nel 1991 e 1996, dopo gravi incidenti di volo con principale accusato il motore Spey, ritenuto troppo anziano come concezione e sottodimensionato. In occasione del secondo arresto delle attività nel 1996, erano in tutto stati perduti sette velivoli in gravi incidenti. Venne quindi presa la decisione di ritirare dal servizio la prima "tranche" di aerei consegnati, per un totale di 60 monoposto e 9 biposto, il cui costo di ricondizionamento era incompatibile con i bilanci già indeboliti dalla partecipazione al programma Eurofighter. Solo sulla rimanente parte della flotta vennero introdotte le modifiche necessarie e i 50 monoposto e 17 biposto residui giunsero alla maturità operativa. Gli AMX tornarono alla ribalta delle cronache giudiziarie in seguito a un incidente del 20 ottobre 2005. Nell'occasione il pilota si salvò, ma l'attenzione della magistratura si focalizzò sui tettucci della cabina di pilotaggio, accusati di aver causato altri incidenti in passato. Venne quindi ordinato il sequestro della documentazione tecnica e l'arresto delle attività di volo nel dicembre 2006. A quell'epoca, lo stato maggiore dell'Aeronautica contrappose statistiche d'impiego che riportavano un totale di 12 incidenti dall'inizio del progetto, nei quali erano periti 5 piloti, un rateo dichiarato essere inferiore a quello di altri aerei d'attacco. Cinquanta giorni dopo il provvedimento di arresto delle attività, infatti, venne deliberato il dissequestro.
Le carenze di prestazioni e di affidabilità ebbero effetto anche sull'impiego operativo e i Ghibli non furono schierati nella guerra del Golfo del 1991 e solo limitatamente nell'Operazione Deliberate Force nel 1995 sulla Bosnia, in quanto, all'epoca, ai già menzionati problemi di affidabilità dei motori si aggiunsero limiti della capacità operativa in condizioni notturne o di bassa visibilità. Il primo impiego operativo di rilievo avvenne invece nell'Operazione Allied Force, durante la guerra del Kosovo del 1999, in cui gli aerei italiani effettuarono con successo operazioni di bombardamento tattico, dotati di bombe Mk 82, sia di tipo standard a caduta libera, sia a guida infrarossa, grazie all'aggiunta del kit di produzione israeliana "Opher".

#### L'aggiornamento del 2005
Nel 2005 l'Aeronautica italiana avviò un programma di aggiornamento per 52 esemplari della flotta denominato "ACOL" (Adeguamento Capacità Operative e Logistiche). I velivoli furono dotati di nuovi schermi a colori e gli altri pannelli resi compatibili con i sistemi di visione notturna (capacità NVG - night vision goggle); furono introdotti miglioramenti alle radio e al sistema IFF oltre a una maggiore integrazione dell'avionica di bordo col sistema di navigazione satellitare GPS. L'acquisizione di capacità GPS consentì anche l'impiego di bombe con lo stesso sistema di guida integrato. La prima consegna ai reparti operativi della versione ACOL avvenne nell'agosto 2007. Con la nuova versione ACOL la panoplia degli armamenti di caduta del "Ghibli" si ampliò notevolmente anche grazie al pod "Litening" per l'illuminazione degli obiettivi. Oltre alle bombe  a caduta libera (stupide) Mk.82/Mk.83/Mk.84, rispettivamente da 225, 450 e 900 kg nominali, si poterono utilizzare anche le bombe equivalenti nella versione GBU a guida laser: GBU-10 (Mk.84), GBU-12 (Mk.82) e GBU-16 (Mk.83); altra bomba in dotazione fu la "Lizard" LGB, caratterizzata da un'elevata precisione grazie ai comandi a controllo proporzionale, da unità elettroniche digitali e dalla compatibilità con un'ampia gamma di designatori laser terrestri o aeroportati; bomba basata sui corpi delle Mk.82 e dotata di un ricevitore GPS che permise agli AMX di operare in scenari con avverse condizioni atmosferiche. Altro importante munizionamento utilizzabile erano le GBU-31/32 JDAM (Joint Direct Attack Munition) dotate un kit di guida da applicare alle normali bombe LDGP capace di elevata precisione, caratteristiche ognitempo e di guida autonoma. Il kit consiste in un sistema inerziale asservito ad un ricevitore GPS e con superfici mobili di controllo. La versione da 450 kg della JDAM è designata GBU-32, mentre la versione da 900 kg è la GBU-31. I dati di missione venivano caricati sul computer dell'aereo prima del decollo, inclusi l'inviluppo di sgancio, le coordinate del bersaglio e i parametri dell'arma. Il sistema di guida eseguiva automaticamente l'inizializzazione non appena i sistemi dell'aereo entravano in funzione, eseguiva il self-test e allineava il proprio INS (piattaforma inerziale) con quello del vettore. I dati del bersaglio erano quindi scaricati dall'aereo alla bomba. Il sistema permetteva lo sgancio sia da quote molto basse che molto alte, nelle modalità bombardamento in cabrata o in volo livellato, in asse o fuori asse con il bersaglio, consentendo all'aeroplano di ingaggiare diversi obiettivi in un solo passaggio e utilizzare diversi schemi di bersagliamento come l'inserimento delle coordinate a terra o la riprogrammazione in volo tramite il sistema di puntamento dell'aereo lanciatore. L'intento dell'Aeronautica italiana è stato di prolungare la vita utile di questo modello fino all'entrata in linea del suo successore, il Lockheed Martin F-35 Lightning II, inizialmente stimata dopo il 2015.
Nel luglio del 2014 gli AMX del 32º Stormo di Amendola (Foggia) furono trasferiti presso il 51º Stormo di Istrana (Treviso), in particolare il 101º Gruppo volo, dotato di AMX ed AMX-T biposto con il ruolo di OCU (Operational Conversion Unit) ossia unità adibita alla conversione operativa dei piloti provenienti dalle varie scuole di volo.

#### Le operazioni all'estero

##### Kosovo
Nel 1999 nell'ambito dell'Operazione Allied Force 12 AMX Ghibli, al loro battesimo del fuoco, effettuarono 252 sortite sul Kosovo per un totale di 667 ore, volando grosso modo missioni simili a quelle dei Tornado (ma solo di giorno) e con armamento più leggero. Gli AMX, che operavano da Amendola, utilizzarono 517 bombe Mk.82 ed impiegato anche 39 bombe a guida IR Opher, di fabbricazione israeliana e con corpo di Mk.83, da 500 kg.

##### Afghanistan
Nel novembre 2009, 4 esemplari furono dislocati in Afghanistan, presso l'aeroporto militare di Herat, nella parte centro occidentale del Paese. La missione fu programmata per una durata prevista di circa due anni e prevedeva l'utilizzo dei Ghibli come supporto aereo ravvicinato alle truppe di terra e nel ruolo di ricognitori. In realtà, l'AMX, grazie alla sua duttilità e al ridotto numero di specialisti necessari alla manutenzione, risultò essere un aereo molto affidabile tanto che ne fu prolungato l'impiego su quel teatro per quasi cinque anni, in una quella che, di fatto, divenne la missione fuori area più lunga dai tempi della seconda guerra mondiale. I velivoli in teatro totalizzarono quasi 10.000 ore di volo in oltre 3.100 missioni, con l'acquisizione di migliaia di obiettivi, a testimonianza di uno sforzo logistico compiuto secondo le indicazioni ricevute.
Nel novembre 2010 l'equipaggio di un cacciabombardiere AMX dell'Aeronautica italiana del Task Group "Black Cats", durante un'attività di ricognizione aerea sventò un attentato rivolto alle truppe ISAF francesi.
Nel corso del mese di agosto 2012 gli AMX dell'Aeronautica Militare dislocati in Afghanistan furono impiegati in una missione di salvataggio di un convoglio USA nella regione sotto il controllo italiano. Un mezzo blindato Buffalo, franato in una scarpata, aveva bloccato per cinque giorni il convoglio sotto il fuoco dei talebani. Gli AMX e gli elicotteri d'attacco AW129 Mangusta italiani, insieme agli F/A-18 statunitensi, intervennero bombardando i ribelli, permettendo così al convoglio di raggiungere la fortezza di Qal-E-Now. Dal gennaio dello stesso anno, gli AMX ricevettero l'autorizzazione ad attaccare obiettivi militari specializzandosi nella distruzione di antenne per comunicazioni installate dai talebani, con l'impiego di bombe intelligenti a guida laser di tipo GBU16 e LIZARD.
"L’AMX – nelle parole del capo di stato maggiore dell’AM, generale Pasquale Preziosa durante un'intervista al rientro dei velivoli dall'Afganistan – ha svolto il suo compito con precisione e rispetto delle regole di ingaggio, raggiungendo senza alcun danno collaterale oltre 7.500 obiettivi assegnati nelle missioni di attacco e ricognizione”.

##### Libia e Nord Africa
Nel 2011 gli AMX, insieme ai Panavia Tornado furono utilizzati nelle operazioni militari in Libia a sostegno dei ribelli contro il regime del dittatore Gheddafi, sganciando un totale di 550 bombe e missili guidati.

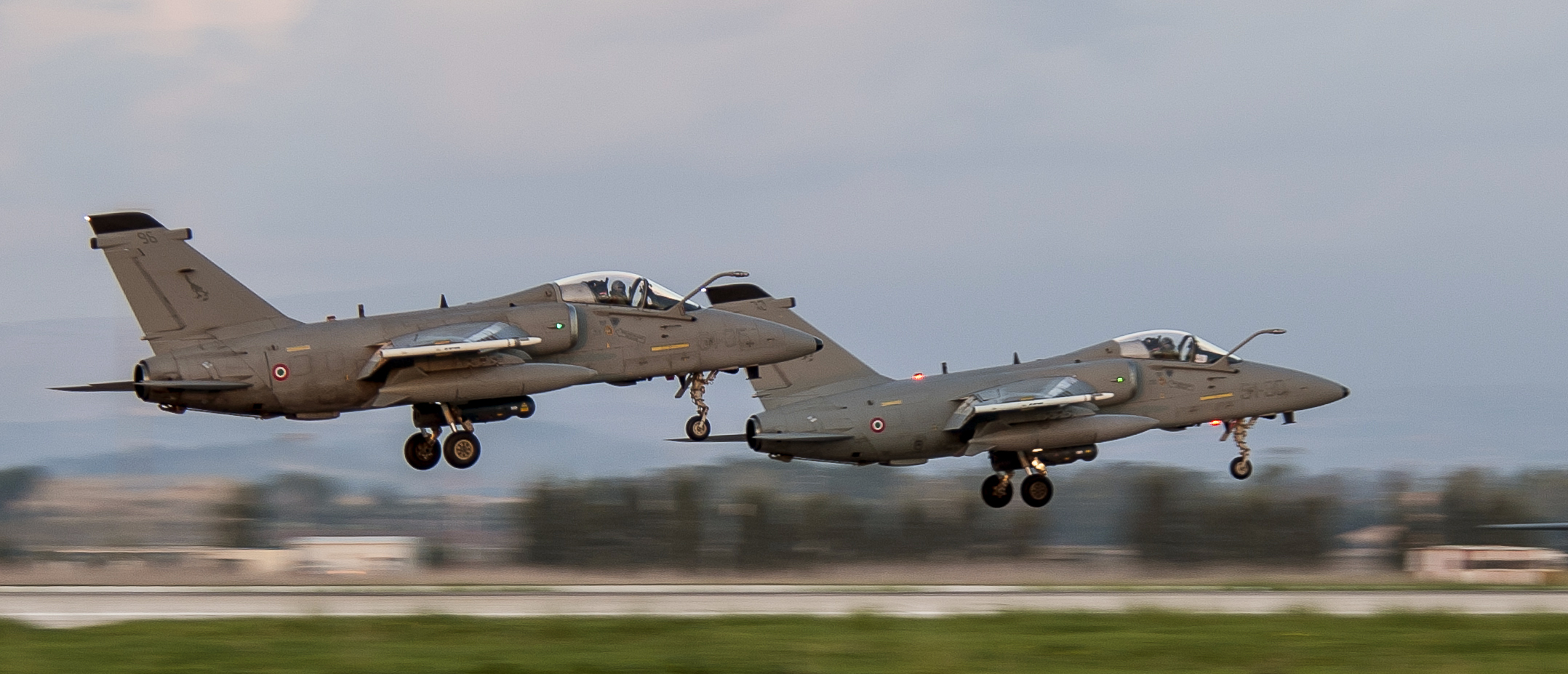
Due AMX in decollo dalla base di Trapani-Birgi

Il 15 gennaio 2016 lo stato maggiore della Difesa dispose lo schieramento di 4 caccia AMX del 51º Stormo presso l'aeroporto di Trapani-Birgi, in assetto da ricognizione (pertanto con armamento esclusivamente di autodifesa), al fine di effettuare missioni di "sorveglianza e acquisizione di informazioni", a causa del "deterioramento delle condizioni di sicurezza nell'area dei paesi del Nord Africa".

##### Kuwait
Il 16 giugno 2016, gli AMX del 51º Stormo di Istrana, (Task Group Black Cats), avvicendarono i Tornado del Task Group Devil, nell’ambito della missione “Inherent Resolve – Prima Parthica“. La missione prevedeva funzioni di intelligence, sorveglianza e ricognizione aerea. Anche questa missione aveva una durata prevista di circa due anni, protratta successivamente a tre, grazie agli ottimi risultati ottenuti in oltre 6.000 ore di volo e portando a termine numerose missioni operative tramite l'utilizzo del pod da ricognizione RecceLite.

#### Phase - Out

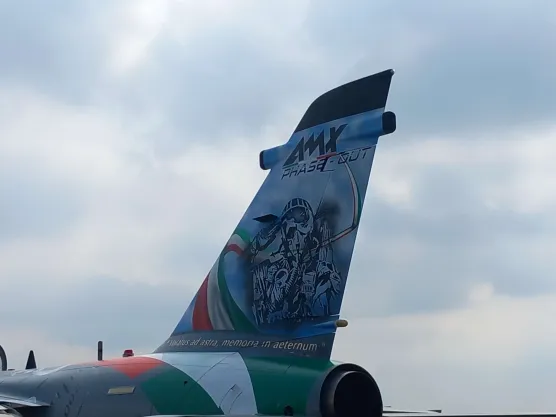
Livrea speciale presentata per la cerimonia di ritiro dal servizio

Il 5 aprile 2024, presso l'aeroporto militare di Istrana, gli ultimi cinque esemplari in linea (quattro del 51º Stormo e uno del Reparto Sperimentale Volo) sono stati ufficialmente ritirati, segnando la fine della vita operativa dell'AMX nell'Aeronautica Militare Italiana. La cerimonia di ritiro dal servizio attivo ha visto in volo gli ultimi cinque velivoli AMX in formazione assieme a quattro velivoli MB339 versione PAN del 313º Gruppo addestramento acrobatico, un Lockheed Martin F-35A proveniente dal 6º Stormo di Ghedi (6 - 04), un Panavia Tornado IDS proveniente dal 6º Stormo di Ghedi e un Eurofighter Typhoon del 51º Stormo di Istrana.
Il 51º Stormo ha allestito anche una parte espositiva con tutti gli AMX in livrea speciale e un Eurofighter Typhoon. Tra i velivoli in mostra statica, anche la replica di un Caproni Ca.3.
Atterrati per l'ultima volta l'11 aprile sull'aeroporto di Piacenza-San Damiano per la creazione di un "museo volante" collegato al MUSAM di Vigna di Valle.
Un velivolo AMX - T rimarrà in uso presso il Reparto Sperimentale di Volo per eseguire dei test di volo. Successivamente sarà usato come Gate Guardian o donato al museo di Vigna di Valle.

## Utilizzatori
Brasile
- Força Aérea Brasileira
  - 1º Esquadrão "Poker"/10º Grupo de Aviacão (Santa Maria)
  - 3º Esquadrão "Centauro"/10º Grupo de Aviacão (Santa Maria)
  - Instituto de Pesquisa e Ensaios em Voo (São José dos Campos)

56 aerei (45 A-1A + 11 A-1B) consegnati a partire dal 1989. Dal 2013, 43 esemplari (aerei in servizio al aprile 2019) vengono modernizzati dalla Embraer con l'integrazione del radar SCP-01 Scipio, completo rinnovo del cockpit, adozione dei pod Litening III e RECCELITE israeliani, delle bombe guidate Lizard Mk-2, di nuovi sistemi di autoprotezione, garantendo l'operatività fino al 2032. Ad aprile 2019 è stato comunicato che il programma di aggiornamento sarà applicato a soli 14 esemplari (11 monoposto e 3 biposto) invece dei 43 inizialmente previsti.
 Italia
- Aeronautica Militare
  - 132º Gruppo (Istrana)

136 esemplari (110 monoposto e 26 biposto) consegnati a partire dal 19 aprile 1989 al 1998. Tra il 2005 e il 2012, 53 aerei (43 A-11A e 10 TA-11B) vennero ammodernati allo standard ACOL e posti in servizio servizio al 51º Stormo. Il 5 aprile 2024, gli ultimi cinque esemplari restanti sono stati ritirati dal servizio.